# W naszej Rodzinie
w naszej Rodzinie – marka usług telefonii komórkowej działająca w systemie pre-paid, świadczonych przez operatora wirtualnej sieci ruchomej (MVNO) Polskie Sieci Cyfrowe sp. z o.o., w sieci Polkomtelu
Została uruchomiona przy współpracy Fundacją Lux Veritatis oraz SKOK. Ma przydzielony własny zakres numeracji z początkowymi cyframi numeru abonenta 5366. Od końca października 2012 pojawiła się możliwość przenoszenia numerów.
Oprócz standardowych usług, które oferuje Polkomtel, zapewnione są bezpłatne połączenia do studia mediów toruńskich.
Sieć miała premierę 3 grudnia 2011, podczas obchodów 20-lecia Radia Maryja. Jest kontynuacją zakończonego w dniu 30 czerwca 2010 przez Fundację „Lux Veritatis” wspierania projektu telefonii wRodzinie – utworzonego z myślą o Rodzinie Radia Maryja.